# Christof Kohlhöfer
Christof Kohlhöfer, auch Christof Kohlhofer (* 22. September 1942 in Bad Nauheim) ist ein deutscher Maler, Fotograf und Videokünstler.

## Leben und Werk
Kohlhöfer besuchte die Abendschule der Städelschule in Frankfurt am Main und studierte anschließend von 1965 bis 1971 an der Kunstakademie Düsseldorf bei Karl Otto Götz und Joseph Beuys. Er wurde Meisterschüler und sammelte Erfahrungen in den Trickfilmstudios der Universum Film (UFA). Im Jahr 1967 lernte er in Düsseldorf den Maler Sigmar Polke kennen, der sein Studium bei Götz bereits abgeschlossen hatte. Für Polke fotografierte er die inzwischen legendäre, 14-teilige Grafikserie „…Höhere Wesen befehlen“, die 1968 in der edition 10 der Galerie René Block in Berlin erschien.
1967 dreht er mit einer Doppel-8-Kamera den Film „Feuer“, bei der zwei Filme parallel laufen. Auf 16mm-Film drehte er 1968 „Tanzstunde“, der den Besuch Jugendlicher mit Down-Syndrom in einer Düsseldorfer Tanzschule zum Thema hat. Gemeinsam mit Polke entstand 1969 der Film Der ganze Körper fühlt sich leicht und möchte fliegen (16 mm, s/w und Farbe, 35 Minuten). „[Polke] wird kurz darauf selbst vor der Kamera erscheinen – Polke spielt Polke. Hinter der Kamera steht Christof Kohlhöfer. Gemeinsam zeigen die Künstler abstruse Szenarien und hauchen alltäglichen Dingen mit anarchischem Humor und subversiver Magie ein geheimes Leben ein. Der „Polke-Film“, eine perfekte Kollaboration, dem Zeitgeist entsprechend.“ (Heike Brehm)
Anfang der 1970er Jahre gehörte er zu den regelmäßigen Besuchern des Szenetreffpunkts Ratinger Hof in der Düsseldorfer Altstadt, den seine Frau Ingrid zusammen mit Carmen Knoebel (der Frau von Imi Knoebel) betrieb. 1974 erhielt er, zusammen mit Lothar Baumgarten, den Heinrich-Heine-Förderpreis der Stadt Düsseldorf.
1977 zog er mit seiner damaligen Lebensgefährtin Ulli Rimkus nach New York, in die East Thirteenth Street in der Lower East Side. Mit Rimkus und der befreundeten Kiki Smith wurde er Mitglied der Künstlergruppe Colab.
Im Mai 1979 designte er Cover und Logo der Erstausgabe des New Yorker Kultur-Magazins The East Village Eye und war erster Art Director dieses Magazines.
Kohlhofer fertigte Multilayer-Stencils, die er auch illegal auf der Straße anbrachte, so etwa eine Schablone von Crazy Horse 1983.
Im Jahr 1999 nahm Kohlhöfer eine Gastprofessur an der Universität von Kalifornien, Los Angeles an.

## Ausstellungen (Auswahl)

### Einzelausstellungen
- 1968: Hella Nebelung, Düsseldorf, Stühle,
- 1969: Intermedia 69, Heidelberg, Comics und Filme
- 1970: Galerie Heiner Friedrich, München (mit Sigmar Polke)
- 1973: Galerie Grafik Meyer, Karlsruhe, Newton’s Obsession
- 1995: Gesellschaft der Freunde Junger Kunst, Baden-Baden, Somesting Old, Something New
- 2003: Fahrradhalle, Offenbach am Main, Iced Tea
- 2011: Galerie Thomas Hühsam, Offenbach am Main, Aktuelle Arbeiten[6]
- 2013: Galerie Thomas Hühsam, Offenbach am Main, BaBA rARA CUcU dADa[7]

### Gruppenausstellungen
- 1972: documenta 5, Kassel in der Abteilung Individuelle Mythologien: Film
- 1977: documenta 6, Kassel
- 1994: Frankfurter Kunstverein, Frankfurter Galerien im Kunstverein
- 1995: Museum of Contemporary Art, Los Angeles
- 1996: Los Angeles County Museum of Art, Ports of Entry: William S. Burroughs and the Arts
- 1999: Kunsthalle Baden-Baden: Bad-Bad, (That is a good excuse)
- 2005: Museum der Moderne Salzburg – Mönchsberg, Salzburg: Les Grands Spectacles – 120 Jahre Kunst und Massenkultur
- 2007: Villa Merkel, Esslingen: Brave Lonesome Heroes; Topoi des Westerns in der Gegenwartskunst
- 2008: Kunstmuseum Bonn, 1001 Nacht: Frühe Diaserien und Filme aus der Sammlung
- 2014: MoMA, Alibis: Sigmar Polke, 1963–2010
- 2014: Tate Gallery of Modern Art, Alibis: Sigmar Polke, 1963–2010
- 2014: Museum Ludwig, Köln, Alibis: Sigmar Polke, 1963–2010
- 2015: Galerie Thomas Hühsam, Offenbach am Main, 25 Jahre

## Filme (Auswahl)
- 1966: Feuer; Feuer, andere Farben; Feuer, obere Projektion (24 Minuten)
- 1966: Feuer, untere Projektion Der Mann im Raum (24 Minuten)
- 1968: Shit (7 Minuten)
- 1968/75: Erste Fälschung (5 Minuten)
- 1969: Der ganze Körper fühlt sich leicht und möchte fliegen (35 Minuten); zusammen mit Sigmar Polke.